# Epacris pinoidea
Epacris pinoidea är en ljungväxtart som beskrevs av R.K. Crowden och Y. Menadue. Epacris pinoidea ingår i släktet Epacris och familjen ljungväxter. Inga underarter finns listade i Catalogue of Life.